# David Svensson (fotbollsspelare född 1993)
David Svensson, född 4 augusti 1993, är en svensk fotbollsspelare som spelar för Ödåkra IF i Division 4.

## Karriär
Svenssons moderklubb är Ödåkra IF. Som 14-åring lämnade han sin moderklubb för Helsingborgs IF.
I december 2017 skrev Svensson på för Eskilsminne IF. I december 2019 återvände han till moderklubben Ödåkra IF. Han spelade nio matcher och gjorde ett mål för klubben i Division 4 2020.